# Skuraty (obwód grodzieński)
Skuraty (biał. Скураты; ros. Скураты) – wieś na Białorusi, w obwodzie grodzieńskim, w rejonie wołkowyskim, w sielsowiecie Subacze.
W dwudziestoleciu międzywojennym leżały w Polsce, w województwie białostockim, w powiecie wołkowyskim, do 30 grudnia 1922 w gminie Roś, następnie w gminie Biskupice.